# Bělastocká oblast
Bělastocká oblast (bělorusky Беластоцкая вобласць, rusky Белостокская область) byla správní jednotka na území běloruské SSR, která byla vytvořena 4. prosince 1939 po začlenění západního Běloruska do běloruské SSR. Administrativním centrem bylo město Białystok. Formálně existovala v letech 1939—1945, de facto však 1939—1941 a 1945.

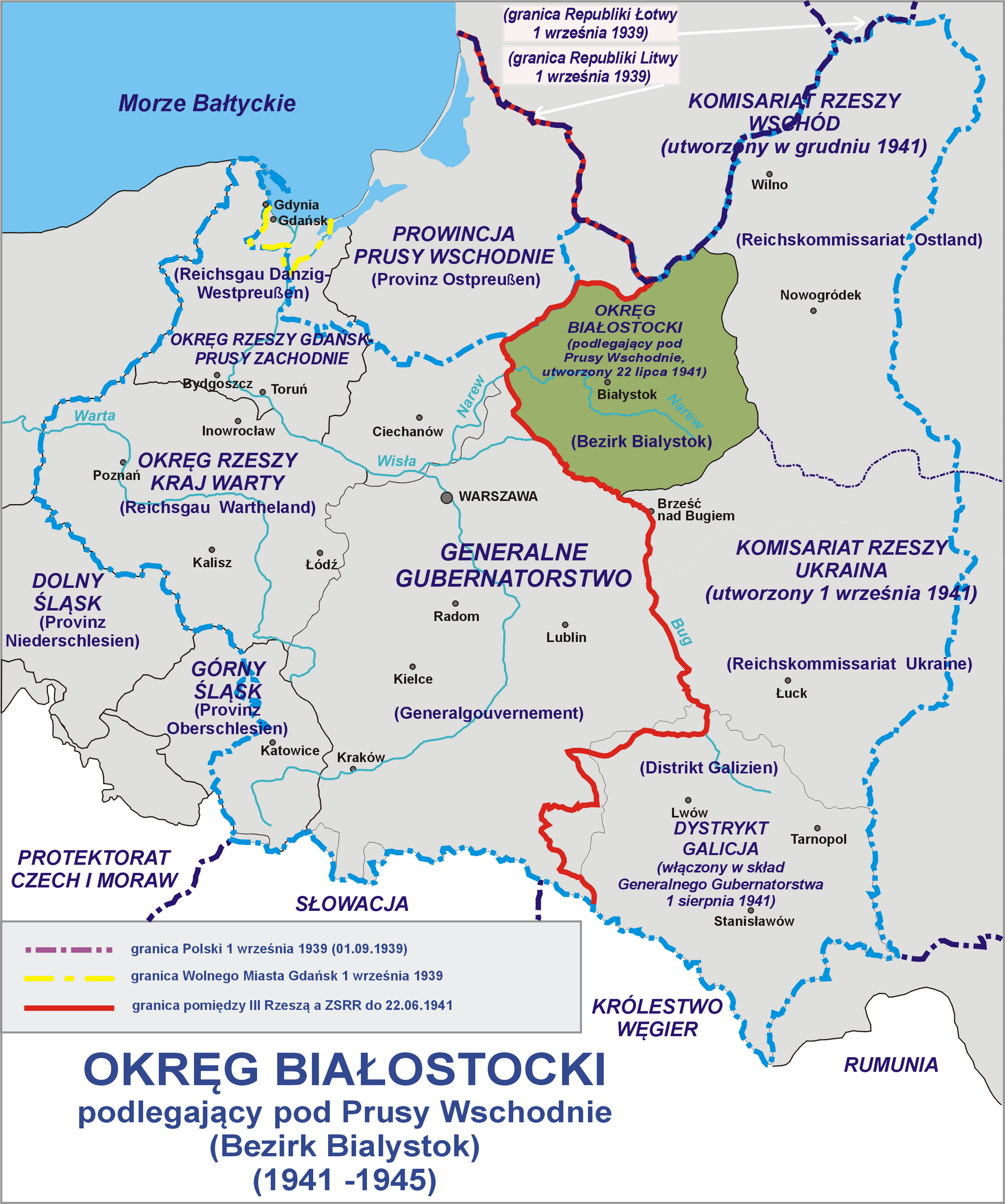
Bjelastocká oblast je mapě uvedena pod názvem Bezirk Bialystok s tmavě zelenou barvou

## Historie
Oblast byla založena nařízením předsednictva Nejvyššího sovětu SSSR ze 4. prosince 1939 na území bývalého Białystockého vojvodství v Polsku okupovaného Rudou armádou po kampani v září a připojení západního Běloruska k běloruské SSR. Nacházela se na západě republiky.
Až do roku 1940 byly zachovány pověty, poté bylo na jejich místě vytvořeno 24 rajónů: augustowski, białostocký, bielský, brańský, ciechanowiecký, czyżewský, dąbrowský, grajewský, grodzieńský, jedwabieńský, kolneńský, krynecký, łapský, łomżyńský, moniecký (přejmenovaný v roce 1940 na knyszyńský), porzecki (v roce 1940 z velké části převedena na litevskou SSR), skidelský, sokólský, sopoćkińský, śniadowský, świsłocký, wołkowyský, zabłudowský a zambrowský. V roce 1944 byly všechny rajóny převedeny na nově vzniklou Hrodenskou oblast.
Od června 1941 se území nacházelo pod okupací Třetí říše. Po znovuobsazení území Rudou armádou v září 1944 se vrátila pod správou běloruské SSR. Na základě dohody mezi Polskem a SSSR bylo 16. srpna 1945 zrušeno 17 rajónu v Bjelastocké oblasti a 3 rajóny v Brestské oblasti, které následně byly předány Polsku a zbytek byl začleněn do Hrodenské oblasti.